# Три наранени жени
„Три наранени жени“ (на френски: Faibles Femmes) е комедиен филм от 1959 година на режисьора Мишел Боарон с участието на Ален Делон, Милен Дьомонжо, Паскал Пети и Жаклин Сасар, копродукция на Франция и Италия.

## Сюжет
Блондинката Сабина (Милен Дьомонжо), червенокосата Агата (Паскал Пети) и брюнетката Елен (Жаклин Сасар) са три приятелки, които са влюбени в един и същи мъж, капризния Жулиен (Ален Делон). Те излизат с него поотделно, без да си създават пречки една на друга. Един ден приятелките научават, че Жулиен се е сгодил за богата жена. Обидени, те решават да го отровят.

## В ролите
| Изпълнител       | Роля                             |
| ---------------- | -------------------------------- |
| Ален Делон       | Жулиен Фенал                     |
| Милен Дьомонжо   | Сабина                           |
| Паскал Пети      | Агата                            |
| Жаклин Сасар     | Елен Марони                      |
| Симона Ренан     | Маржори Марони, майката на Елен  |
| Моник Мелинанд   | госпожа Фенал, майката на Жулиен |
| Елен Мансон      | игуменката                       |
| Пиер Монди       | Андре, съпругът на Агата         |
| Ноел Рокювер     | Едуар Марони, бащата на Елен     |
| Албер Медина     | господин Курсел, бащата на Агата |
| Анита Руф        | Анита Перес                      |
| Адриен Сервантие | госпожа Курсел, майката на Агата |
| Андре Луже       | господин Фенал, бащата на Жулиен |
| Мадлен Берубе    | сестрата на Маржори              |